# Gehoornd sierkopje
Het gehoornd sierkopje (Saloca diceros) is een spinnensoort in de taxonomische indeling van de hangmatspinnen (Linyphiidae). De spin wordt ook wel moerasbossierkopje genoemd. 
Het dier behoort tot het geslacht Saloca. De wetenschappelijke naam van de soort werd voor het eerst geldig gepubliceerd in 1871 door Octavius Pickard-Cambridge.